# Кастельнуово-Парано
Кастельнуово-Парано (итал. Castelnuovo Parano) — коммуна в Италии, располагается в регионе Лацио, в провинции Фрозиноне.
Население составляет 907 человек (2008 г.), плотность населения составляет 91 чел./км². Занимает площадь 10 км². Почтовый индекс — 3040. Телефонный код — 0776.
Покровителем коммуны почитается святой Мавр, празднование 15 января.

## Демография
Динамика населения:

## Администрация коммуны
- Официальный сайт: